# Paxtonticjá
Paxtonticjá es una localidad del estado mexicano de Chiapas. Es parte del municipio de Oxchuc.

## Demografía
| Gráfica de evolución demográfica |
|                                  |

| Censo | Población |
| ----- | --------- |
| 1960  | 523       |
| 1970  | 691       |
| 1980  | 663       |
| 1990  | 924       |
| 2000  | 1 120     |
| 2010  | 875       |
| 2020  | 1 103     |